# غار گایلی
اشکفت گایلی مربوط به دوران فرادیرینه‌سنگی است و در شهرستان ممسنی، بخش رستم، دهستان رستم ۱، ۱/۵ کیلومتری غرب روستای برآفتاب زیر دو، در پوزه کوه واقع شده و این اثر در تاریخ ۳۰ بهمن ۱۳۸۶ با شمارهٔ ثبت ۲۰۸۶۵ به‌عنوان یکی از آثار ملی ایران به ثبت رسیده است.